# Julián Gorkin
Julián Gómez García, llamado Julián Gorkin (Benifairó de los Valles; 1901-París, 20 de agosto de 1987), fue un periodista, publicista y político español, que militó sucesivamente en el PCE, el BOC, el POUM y el PSOE.

## Biografía
Nacido en la localidad valenciana de Benifairó de los Valles en 1901, su vocación revolucionaria le llevó a la vida política, que se materializó en 1921 con la creación de la Federación Comunista de Levante. Un año más tarde, buscado por delitos de «antimilitarismo» y «lesa majestad», huyó a París, donde se convirtió en un «revolucionario profesional», agente de la Komintern con sueldo y destinado en París. Simpatizante de la izquierda comunista, identificada al principio y luego muy crítica con Trotski, rompió relaciones con la III Internacional en 1929. A su regreso a España militó en la Federación Comunista Ibérica y a partir de 1933 en el Bloque Obrero y Campesino (BOC), que lideraba Joaquín Maurín. Tras la Revolución de octubre de 1934 se exilió de nuevo en Francia y volvió a Valencia en 1935, año en que el BOC se fusionó con Izquierda Comunista de España para dar lugar al Partido Obrero de Unificación Marxista (POUM).
Durante la Guerra Civil se trasladó a Barcelona para dirigir el diario La Batalla, portavoz del POUM. Tras los sucesos de mayo de 1937 fue juzgado y condenado por su condición de dirigente del POUM, aunque pudo evadirse de la cárcel poco antes de la llegada de las tropas sublevadas a Barcelona en 1939.
En París continuó con sus actividades políticas hasta 1940, año en que se trasladó a México y se convirtió en un activo colaborador de Victor Serge. Con él intentó una reformulación del socialismo revolucionario y juntos, acompañados además por Marceau Pivert y Paul Chevalier, publicaron el ensayo Los problemas del socialismo en nuestro tiempo, editado en 1944. Esta colaboración se frustró con la muerte de Serge en 1947. Trasladado de nuevo a París en 1948, participó en la fundación del Movimiento Socialista por los Estados Unidos de Europa. Implicado desde un principio en la denuncia del estalinismo, participó en la edición de dos libros de exmilitantes comunistas españoles: La vida y la muerte en la URSS, de Valentín González «El Campesino», y Hombres made in Moscú, de Enrique Castro Delgado. El Campesino era prácticamente analfabeto según Burnett Bolloten y Marta Ruiz Galvete, por lo que se ha sugerido una posible autoría de Gorkin en la autobiografía del militante comunista, más allá de la simple transcripción.
A partir de 1953 participó en el Congreso por la Libertad de la Cultura (CLC), formado por intelectuales con un perfil político excomunista, cuya publicación para América Latina, la revista Cuadernos, dirigió hasta febrero de 1963. Algunas líneas de opinión han considerado «instrumentos de la CIA» a Gorkin y a la publicación, postura de la que discrepa Ruiz Galvete. A partir de 1965 se puso al frente de la revista Mañana. Tribuna democrática de España. En la década de 1970 militó en el PSOE. 
A Julián Gorkin cabe atribuirle el descubrimiento de la verdadera identidad del asesino de Trotski, Ramón Mercader (hasta entonces identificado como Frank Jacson-Mornard), con la publicación en 1948 de su obra El asesinato de Trotsky. Escribió una obra autobiográfica titulada El revolucionario profesional. Testimonio de un hombre de acción (1975). En la opinión del periodista Federico Jiménez Losantos, Gorkin fue «demasiado importante, demasiado honrado, demasiado libre para un país en el que toda libertad parece demasiada».

## Obra

### Literaria
- Días de bohemia (novela),[9] Ediciones Ulises, Madrid, 1930 (prólogo de Henri Barbusse).
- Great Spanish Short Stories, The Houghton Mifflin Company, Boston and New York. 1932. (Antología literaria, en inglés).
- La corriente. Una familia, Ediciones Zeus, Madrid, 1932. (Teatro. La segunda de estas obras fue estrenada en París, en 1928, y representada en México, Colombia y otros países hispanoamericanos).
- La guerra estalla mañana, Ediciones Sol, Valencia, 1934. (Obra de teatro estrenada en Barcelona y representada en varias poblaciones más de Cataluña).
- Nouvelles espagnoles, Gallimard, París. 1937 (Antología literaria, en francés).
- La muerte en las manos (novela),[9] Ediciones Claridad, Buenos Aires, 1957. y Libro-Mex Editores,  México DF (prólogo de John Dos Pasos).
- Douze chaises ou Le levier d' Archimede (radioteatro), farsa radiofónica en tres actos, representada por la ORTF, París, 1960.
- Fantasmas de la Historia. El otro mundo (teatro), Libro Mex-Editores, México DF, 1961.[10]

### Ensayos
- Capitalismo y comunismo, Editorial Zeus, Madrid, 1933.
- Caníbales políticos (Hitler y Stalin en España), Ediciones Quetzal, México DF, 1941.
- La GPU prepara un nuevo crimen (en colaboración con Víctor Serge, Marceau Pivert y Gustave Regler), México DF, 1942.
- Los problemas del socialismo en nuestro tiempo (en colaboración con Víctor Serge, Marceau Pivert  y Paul Chevalier), México DF, 1943.
- Europa ante el socialismo o ante la muerte, Ediciones Mundo, México DF, 1946.
- Así asesinaron a Trotski (en colaboración con el general Leandro Sánchez-Salazar, exjefe del servicio secreto mexicano), Santiago de Chile, Editorial del Pacífico, 1950.
- La Vie et la Mort en URSS (temoignage du général El Campesino), Les Iles d´Or, París, 1950. Dif. Plon.
- De Lenin a Malenkov (¿Coexistencia o guerra permanente? El destino del siglo XX), Editorial del Pacífico, Santiago de Chile, 1954.
- Comunista en España y antistalinista en la URSS (Retratos y recuerdos de El Campesino), Editorial Guarania, México, D.F., 1956.
- Marx y la Rusia de ayer y de hoy (La revolución y la contrarrevolución de nuestro tiempo), Editorial Bases, Buenos Aires, 1956.
- España, primer ensayo de democracia popular, Biblioteca de la Libertad, Buenos Aires, 1961.
- El Imperio Soviético (Sus orígenes y su desarrollo), Editorial Claridad, Buenos Aires, 1969.
- El asesinato de Trotski, Aymá, Barcelona, 1970.
- El proceso de Moscú en Barcelona. El sacrificio de Andrés Nin, Aymá, Barcelona, 1974.[11]
- El revolucionario profesional (Testimonio de un hombre de acción), Aymá., Barcelona, 1975.